# Базилика Святого Мартина (Амберг)

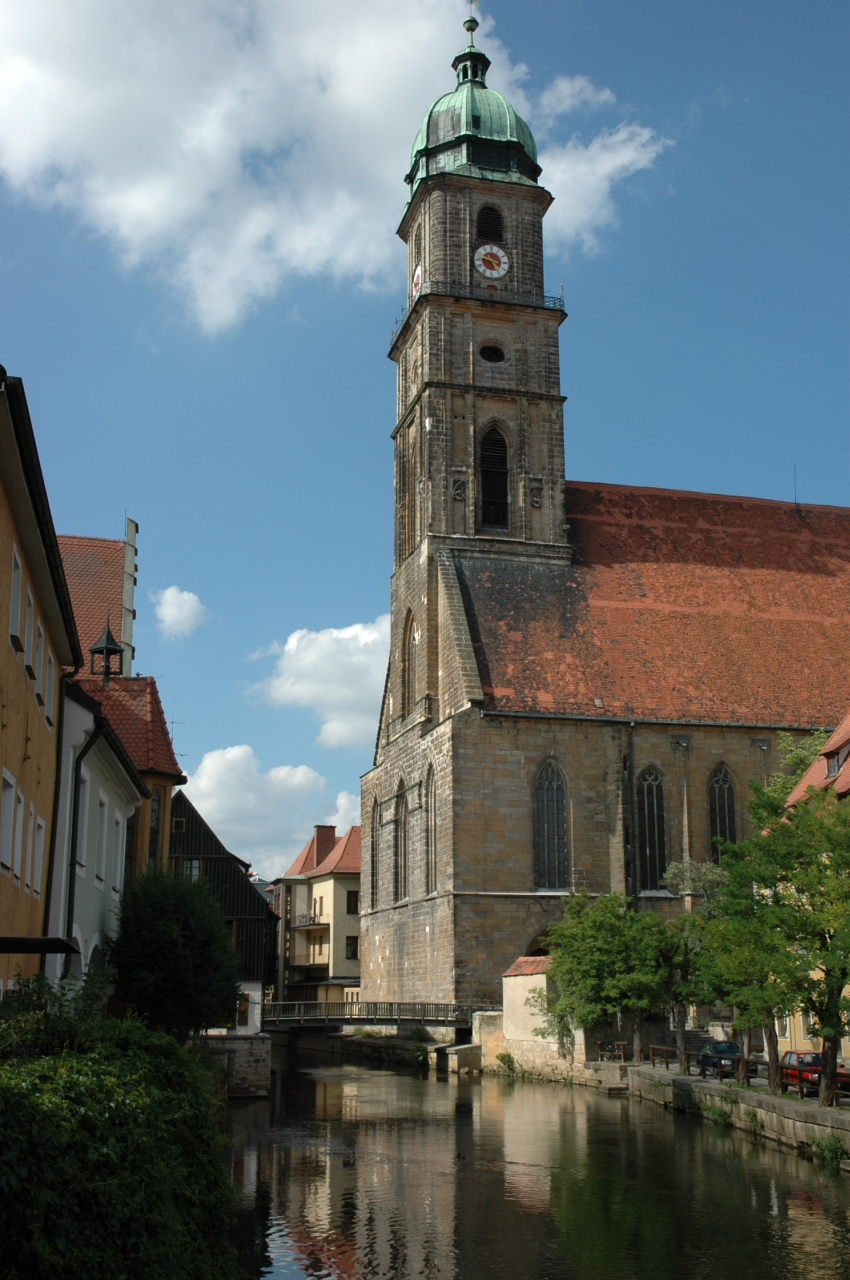

Базилика Святого Мартина (нем. Die Basilika St. Martin) — церковь в Амберге.
Базилика была построена в 1421 году жителями города в распространённом в то время готическом стиле. Здание расположено на южной стороне рыночной площади Амберга, имеет длину 72 м, ширину 20 м, а высота башни достигает 92 м. В 1544 году в эпоху Реформации в церкви стали проводиться протестантские богослужения. В 1557 году по приказу курфюрста Отто Генриха кальвинистами из базилики были вынесены статуи и уничтожены фрески.
В период Контрреформации в базилике был восстановлен алтарь, выполненный в стиле барокко.
В базилике 9 колоколов, 7 в нижней колокольне и 2 в верхней. Самый ранний колокол изготовлен ещё в 1318 году, последний — в 1897 году.